# Auseklis (mitologia)
Auseklis, Aussauts – Gwiazda Poranna. Jeden z dwóch braci bliźniaków personifikujących planetę Wenus. Syn boga nieba Dievsa, oblubieniec słonecznej panny Saule, o którą walczy z księżycem (Meness). Przedstawiany czasem w postaci konia. 